# 冯云山故居遗址
冯云山故居遗址:4位于广东省广州市花都区秀全街道大㘵村。

## 建筑历史
冯云山早年生活在花县禾落地村。祖父冯光宗墓、父亲冯英联墓均在今大㘵村大迳岭上。冯云山故居遗址位于大㘵村禾落地。冯云山故居的始建年代不详。咸丰四年（1854年），清军烧毁冯云山故居。至当代，仅存几段数米长的残墙基:4。
1978年7月，重新公布第一批广东省文物保护单位，以冯云山故居之名列入。2003年，花都区博物馆对冯云山故居遗址进行考古发掘:4。现隶属于洪秀全纪念馆管理。

## 遗址概况
广州市文物考古研究所2023年3月的报告提及，相传冯云山故居是九厅十八井的客家大屋。四周有围墙，屋前有一口名叫九如塘的水塘。水塘面积约1200平方米，塘基用三合土砌筑:4。水塘现在已夷为平地。塘前的水田及故居后的山地，原均为冯家产业:4。
2003年，花都区博物馆的考古发掘，清理出部分墙基，确认故居为客家五龙过脊的建筑形式。建筑坐南朝北，总面阔为37.2米，总进深29.6米，建筑占地面积1101平方米。建筑分三路，中路正屋为五间三进，面阔18.1米，三进均明间为厅，次间、梢间为房；左右两路为横屋，面阔29.6米，进深5.5米，各有9间房；横屋与正屋间有宽4.1米的水门:4。